# Karl Ludwig Seeger
Pour les articles homonymes, voir Seeger.
Karl Ludwig Seeger (né le 15 juillet 1808 à Alzey, mort le 20 août 1866 à Darmstadt) est un peintre allemand.

## Biographie

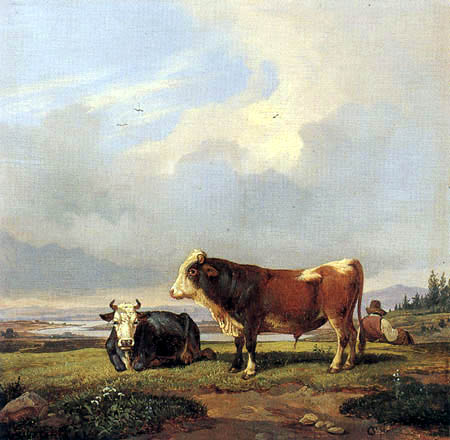
Vaches au pâturage

Seeger est d'abord élève de Louis Catoir à Mayence et à partir de 1826 de Carl Rottmann à Munich. En 1837, il devient inspecteur au musée de Darmstadt et directeur de l'école de dessin du musée. Il est également l'auteur du premier catalogue de musée de 1843. Seeger est considéré comme le découvreur de la tourbière de Dachau (de) en tant que motif artistique représenté par de nombreux peintres de l'école de Munich. Seeger est le premier professeur artistique du peintre Rudolf Epp.
En tant qu'artiste aux capacités d'observation fines, il est apprécié pour la façon dont il reproduit l'atmosphère.